# Ulf di Borresta
Ulf of Borresta (norreno: Úlfr í Báristǫðum, svedese: Ulf i Borresta) (fl. XI secolo) è stato non solo un maestro runico vissuto nell'Uppland dell'XI secolo, in Svezia, ma anche una vichingo di successo che fece per tre volte ritorno dall'Inghilterra con una parte del Danegeld.

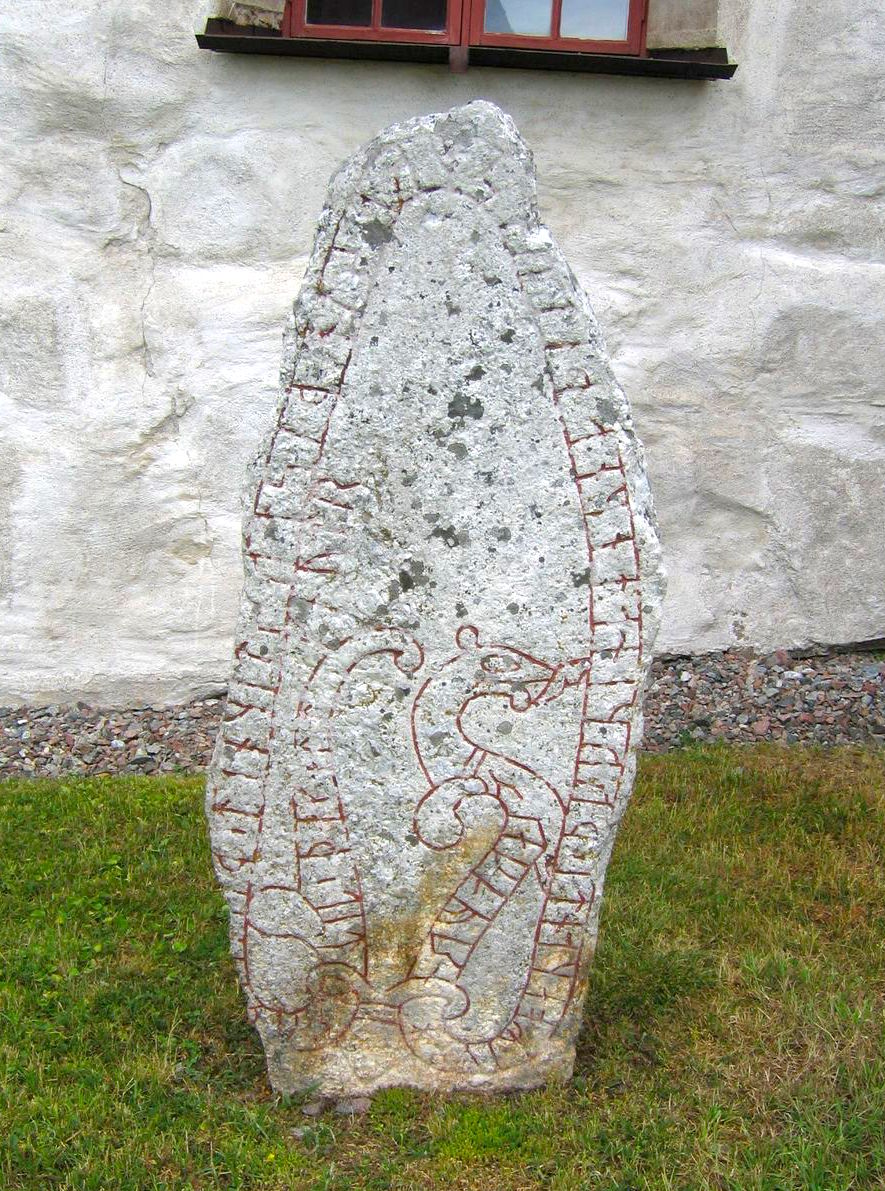
U 344.

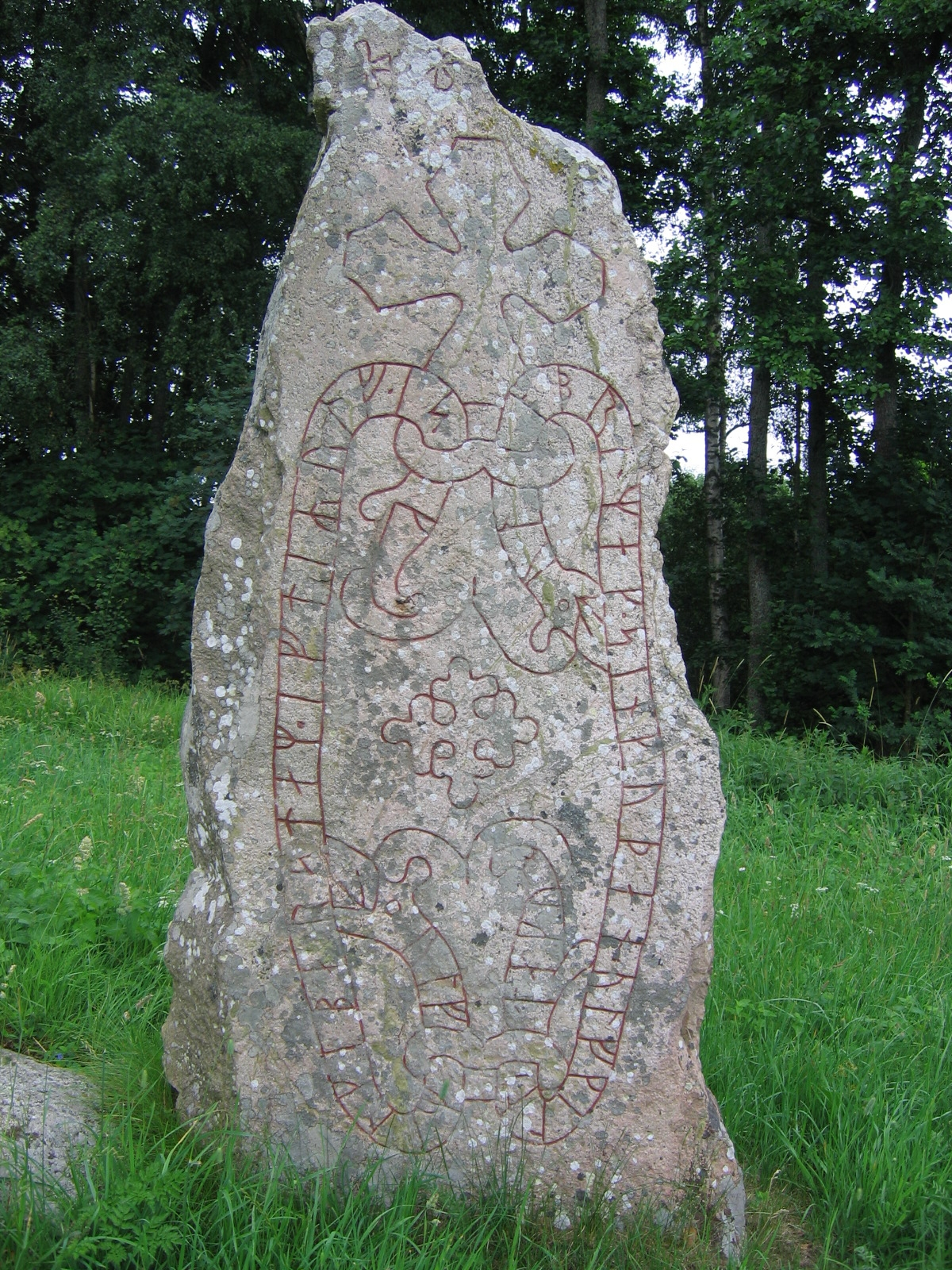
U 161.

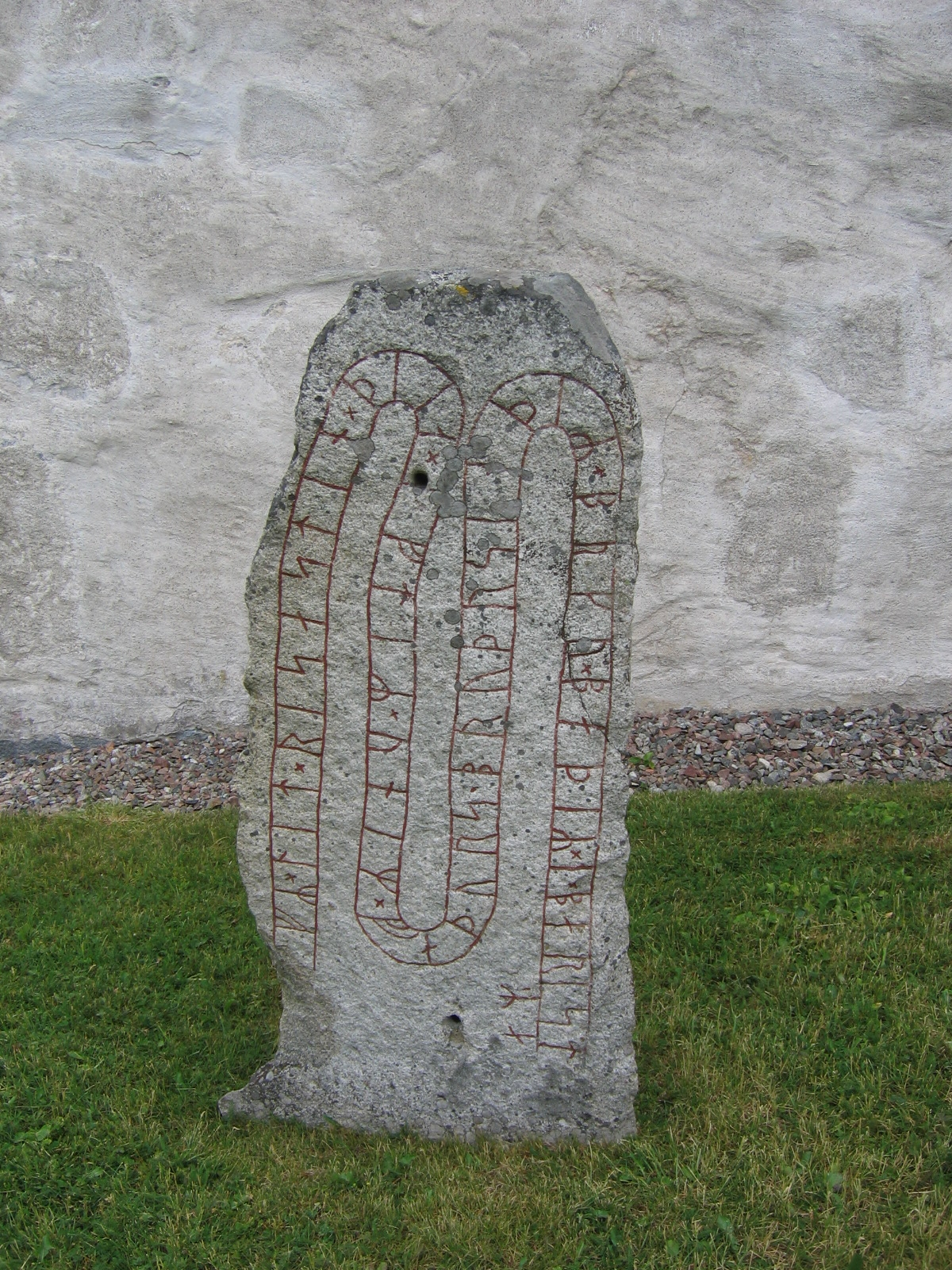
U 336.

Prende il nome dal luogo che in moderno svedese si chiama Borresta o Bårresta (lingua norrena: Báristaðir o BárastaðiR).

## Clan di Ulf
Ulf apparteneva ad un clan in quella che oggi è la parrocchia di Orkesta, presso Vallentuna, ed era il nipote paterno ed il successore di un uomo chiamato Ónæmr, nome che significa "che impara lentamente". Ónæmr viene citato su molte pietre runiche, U 112, U 336 e probabilmente U 328 (che è un esempio di stile Ringerike). Il nome del padre di Guðlaug sulla U 328 viene interpretato come Ónæmr, e Guðlaug ebbe un figlio chiamato Holmi che morì in Italia e che viene citato sulla pietra runica U 133. Un altro cugino di Ulf di nome Ragnvaldr era il comandante della Guardia variaga di Costantinopoli, e fece costruire la pietra runica U 112 in memoria di se stesso e della madre, figlia di Ónæmr.

## Pietre runiche fatte da Ulf
Ulf costruì la pietra U 328 e la U 336 in memoria dello zio Ónæmr che oggi si trova nella chiesa di Orkesta. Scolpì anche le pietre U 160 e 161 per un suo parente acquisito dello Skålhammar (norreno: Skulhamarr).

## Pietre in memoria di Ulf
Esistono sette pietre (U 344 e U 343) erette in memoria di Ulf, e furono tutte costruite assieme per formare il monumento di Yttergärde. La U 343 è scomparsa, ma la U 344 è tuttora presente presso la chiesa di Orkesta.
La U 344, in stile Pr3, fu ritrovata nel 1868 ad Yttergärde da Richard Dybeck. Può essere datata alla prima metà dell'XI secolo a causa dell'utilizzo della runa ansuz per i fonemi "a" e "æ", ed a causa della mancanza di rune punteggiate.
Questa pietra è importante perché commemora il fato che Ulf ricevette tre danegeld in Inghilterra. Il primo lo ricevette da Skoglar Toste nel 991, il secondo da Thorkel l'Alto nel 1012 e l'ultimo da Canuto il Grande nel 1018. Essendo passati numerosi anni tra i danegeld, è probabile che Ulfr sia ritornato in Svezia dopo ognuno di loro per vivere nel lusso. Si tratta di un'impresa notevole sintetizzare una vita tanto avventurosa in così poche parole.
La U 343 parla della morte di Ulf, e fu eretta in sua memoria dai figli Karsi e Karlbjörn.